# Д’Арсак де Тернэ, Шарль-Анри-Луи
Шарль-Анри-Луи д’Арсак де Тернэ или шевалье де Тернэ (фр. Charles-Henri-Louis d'Arsac de Ternay; 27 января 1723 — 19 декабря 1780) — французский морской офицер. Участвовал в Семилетней войне и в войне за независимость США.

## Карьера
В 1737 году де Тернэ вступил в Мальтийский орден св. Иоанна. Поступил на службу в ВМС Франции в 1738 году. 10 января 1761 года стал капитаном военного корабля «Robuste».

### Семилетняя война
В 1762 году, в конце Семилетней войны, де Тернэ возглавил тайную французскую экспедицию по захвату английского форта Сент-Джонс на Ньюфаундленде. В задачи экспедиции входил захват и удержания Ньюфаундленда, а также возможный захват Луисбурга. 20 мая 1762 года де Тернэ во главе эскадры из двух линейных кораблей, фрегата и двух флейт, прорвав британскую блокаду побережья, вышел из Бреста в Атлантику. 20 июня французские корабли достигли Ньюфаундленда. 27 июня французы отрядом из 750 человек не встретив особого сопротивления, захватили Сент-Джонс. После захвата Сент-Джонса французы приступили к уничтожению рыболовной инфраструктуры, по последующим оценкам британцев, ущерб составил около 1 млн фунтов стерлингов.
Французы ожидали ответных действий англичан не ранее следующего года, но узнавший в июле о французском нападении полковник Уильям Амхерст собрал британский экспедиционный отряд. Для возврата Сент-Джонса британской короне на Ньюфаундленде высадился отряд в 1500 человек. 12 сентября британские войска атаковал французов. Нападение британцев стало неожиданным, стремительной атакой они овладели Сигнал-Хилл. Французы укрылись непосредственно в форте. Де Тернэ решил не вступать в сражение с превосходящими вдвое силами британцев и принял решение оставить сухопутный гарнизон с частью морской пехоты в форте, приказав им сдаться через три дня. Сам же командующий, воспользовавшись туманом и благоприятным ветром, с флотом отплыл во Францию.
Возвращение во Францию было трудным, де Тернэ пришлось укрываться от британского флота в порту Ла-Коруньи в Испании. В конечном итоге де Тернэ во главе флота смог достигнуть Бреста только в январе 1763 года. Несмотря на очевидный провал операции, уход от сражения и сдачу захваченного форта, действия де Тернэ были признаны оправданными, поскольку он смог сохранить флот.

### Война за независимость США
После семилетней войны де Тернэ командовал различными кораблями, в 1771 году получил звание бригадного генерала и назначен комендантом Иль-де-Франс (ныне Маврикий) и Иль-де-Бурбон (Реюньон).
В ноябре 1776 года был произведён в контр-адмиралы. В 1780 году он возглавил французский флот в экспедиции к берегам Америки. После высадки 7000-й французской армии графа Рошамбо в Ньюпорте французский флот был блокирован британцами. Шевалье де Тернэ скончался от тифа на борту корабля в порту Ньюпорта.
Поскольку устав ордена Госпитальеров включает обет безбрачия, шевалье де Тернэ никогда не был женат и не оставил потомства.

## Память
В честь де Тернэ Лаперуз назвал открытую им для европейцев 23 июня 1787 года бухту Терней (фр. Baie de Ternay) в Приморском крае. После 1922 года название бухты перешло также и на расположенный поблизости посёлок.